# Jean Monet
Pour les articles homonymes, voir Monet.
Ne doit pas être confondu avec Jean Monnet.
Jean Monet (8 août 1867 - 10 février 1914) est le fils aîné de l'artiste impressionniste français Claude Monet et de Camille Doncieux et le frère de Michel Monet. Il fait l'objet de plusieurs tableaux de son père et épouse sa belle-sœur, la peintre Blanche Hoschedé.

## Enfance
Jean Monet est né de Camille Doncieux et Claude Monet le 8 août 1867. Au cours de cet été, Claude Monet séjourne chez son père à Sainte-Adresse, dans la banlieue du Havre. Monet se rend à Paris pour la naissance de Jean et revient à Sainte-Adresse le 12 du mois.
Le premier portrait que Monet fait de son fils est Jean Monet dans son berceau. Aux côtés de Jean se trouverait Julie Vellay, une compagne de Camille Pissarro, plutôt que sa mère.
En 1868, après avoir quitté Paris pour échapper aux créanciers et trouver un logement plus abordable, les trois s'installent à Gloton, un petit village pittoresque près de Bennecourt. Ils sont expulsés de l'auberge où ils séjournaient pour non-paiement. Camille et Jean peuvent rester, tandis que Monet essaie d'obtenir de l'argent pour survivre. Cependant, sans traitement médical du fait du manque d'argent, Jean tombe très malade. Après une période dramatique vécue par Camille et Jean, Claude peut obtenir des fonds pour loger sa famille au Havre.
Quand Jean est encore un jeune garçon, sa mère et son père fuient la France pendant la guerre franco-prussienne. Ils reviennent à l'été 1872 et Claude peint son fils de cinq ans sur un cheval à bascule dans le jardin de la maison que la famille loue à Argenteuil près de Paris. Claude Monet conserve le tableau et ne l'a jamais exposé de toute sa vie.

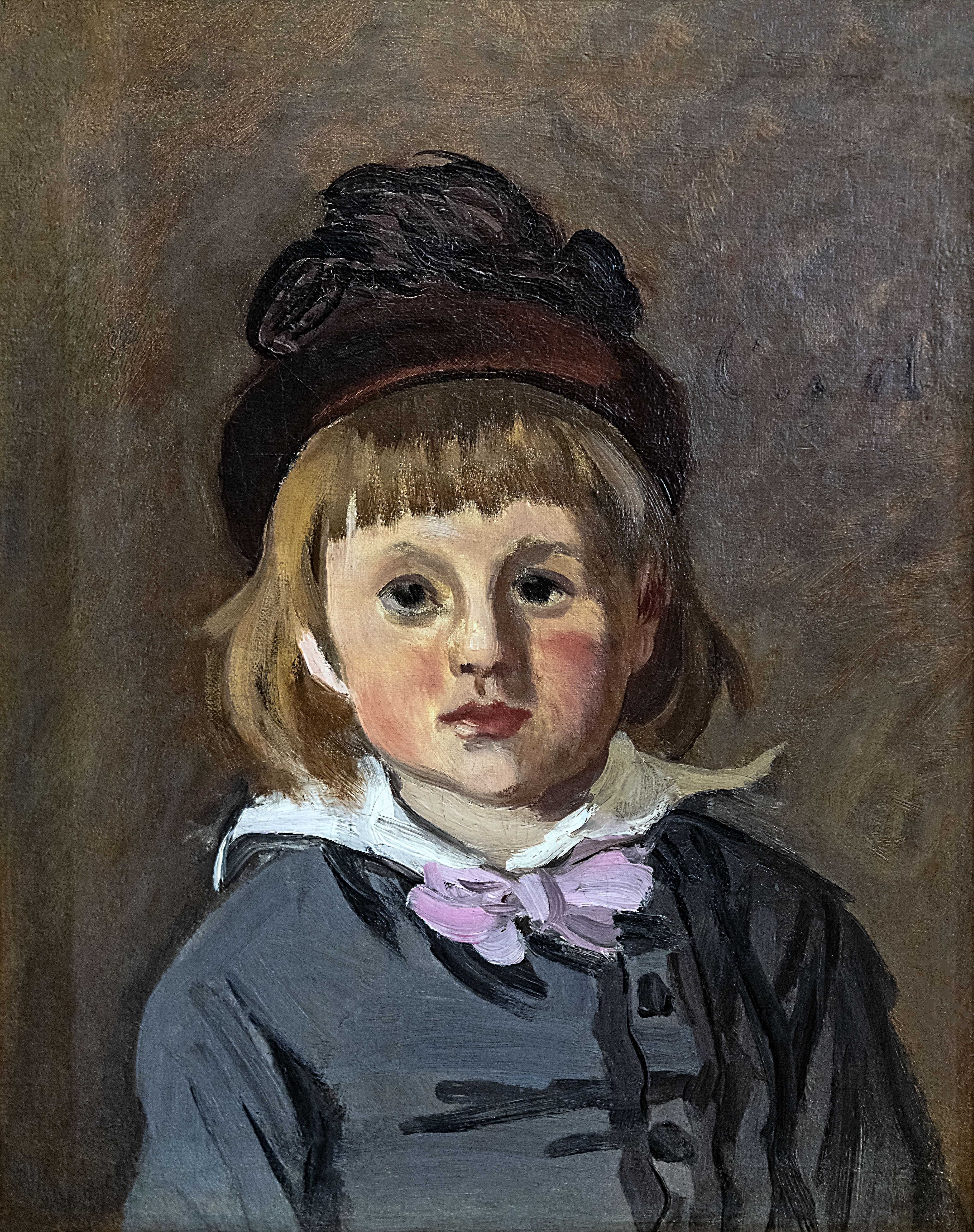
Jean en bonnet à pompon, 1869
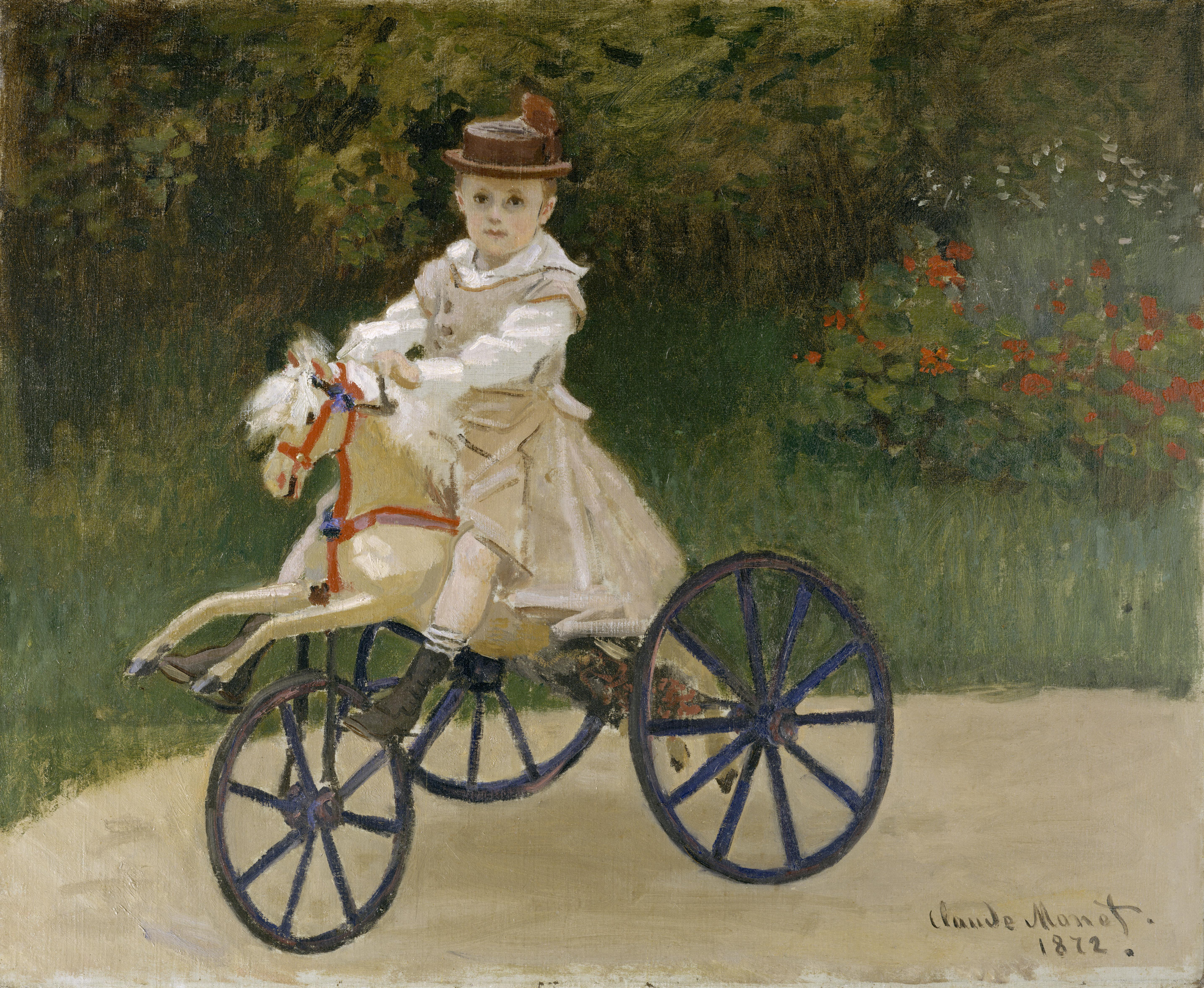
Jean Monet sur son cheval à bascule, 1872, Metropolitan Museum, New York
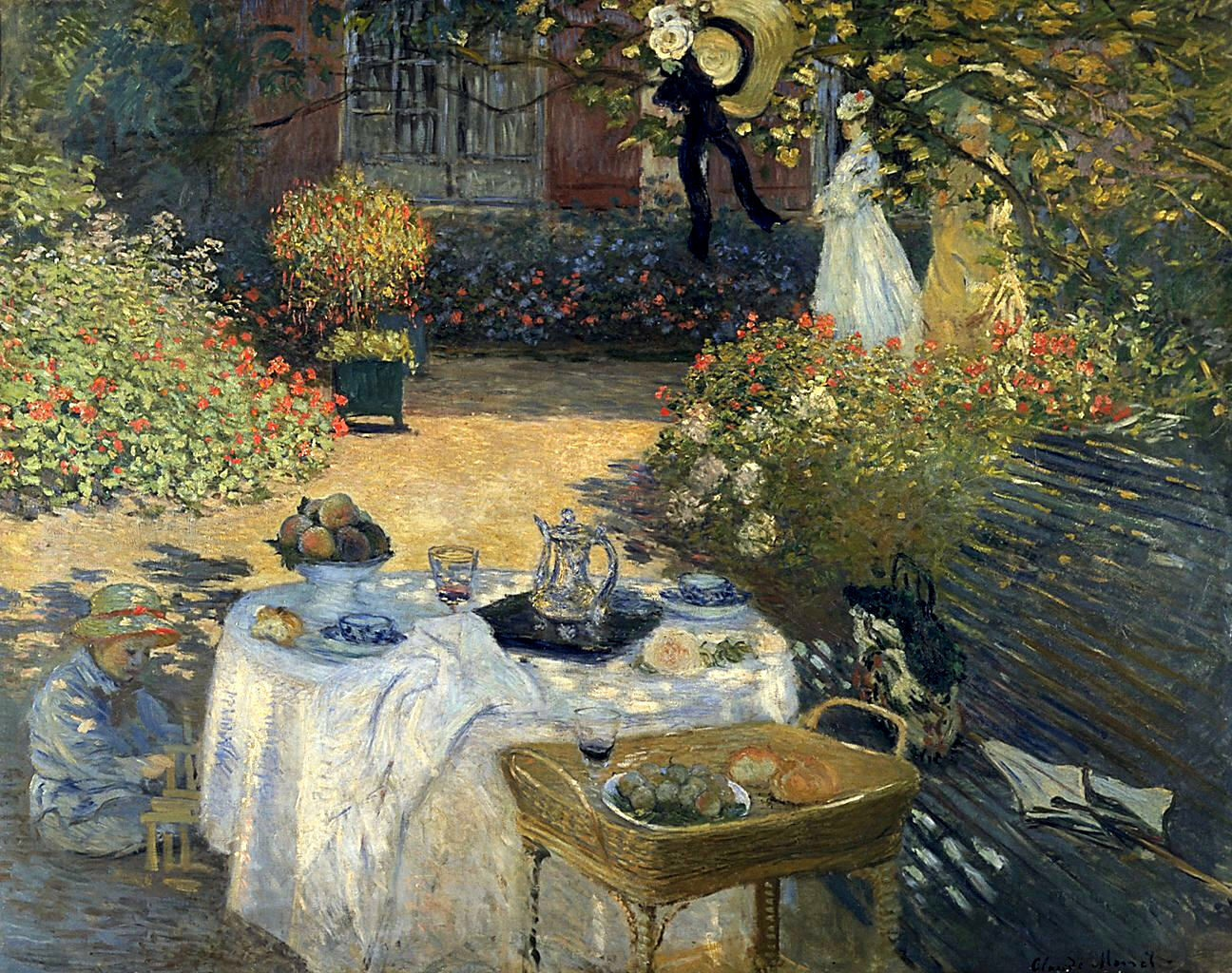
Le déjeuner, Musée d'Orsay, 1873
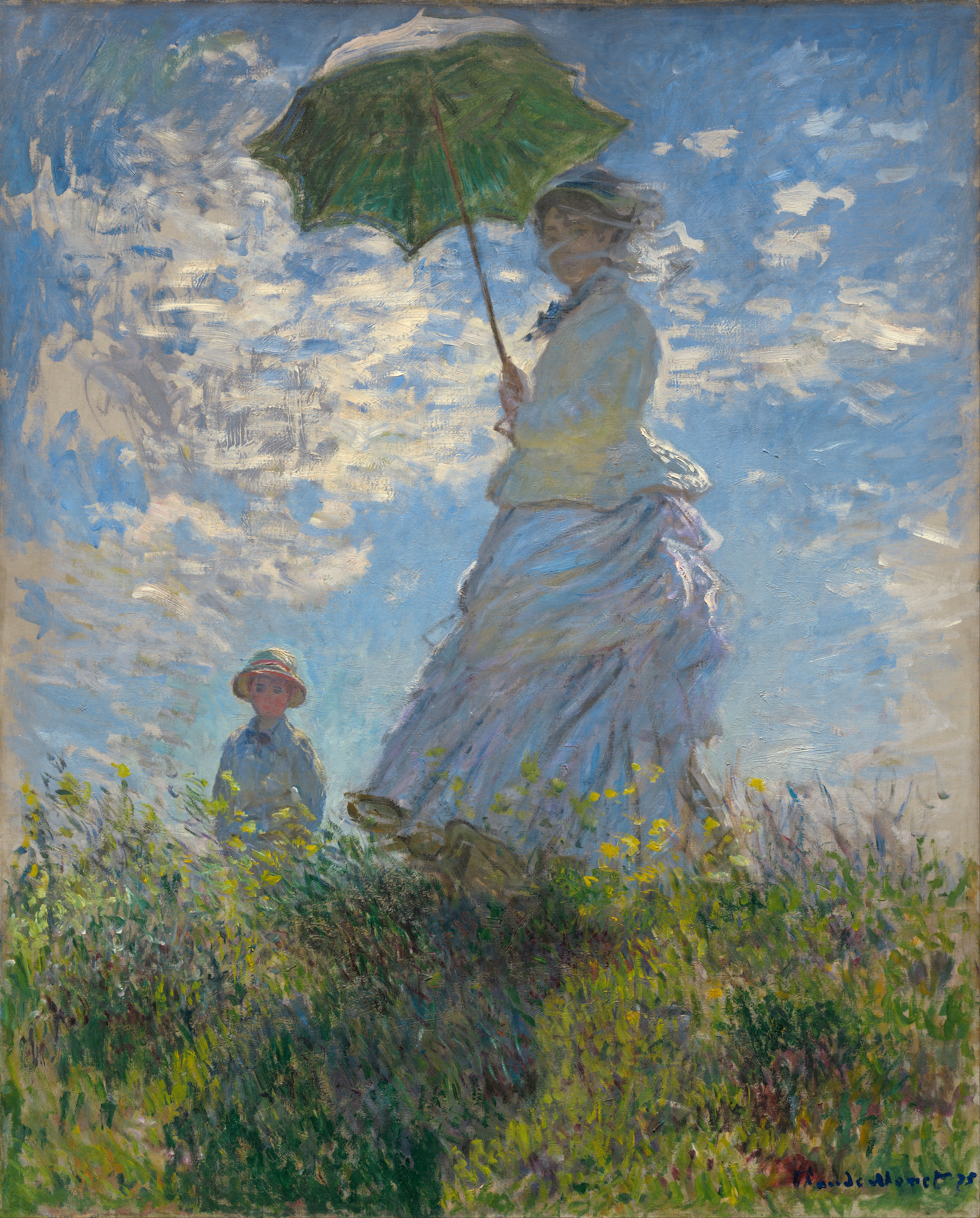
La promenade ou femme à l'ombrelle, 1875

## Éducation
Il suit une formation de chimiste en Suisse.

## Mariage
Jean Monet épouse sa belle-sœur, la peintre Blanche Hoschedé, en 1897. 
Jean Monet et sa femme habitent Rouen, où Jean travaille comme chimiste pour son oncle Léon Monet qui est directeur d'une manufacture de produits de teinture, puis vivent à Beaumont-le-Roger jusqu'en 1913.

## Décès
Jean souffre d'une maladie, peut-être professionnelle liée à une intoxication par pollution aérienne ou de syphilis, avant de mourir le 10 février 1914. Il est enterré au cimetière de l'église de Giverny. Son épouse Blanche, son père, et son frère Michel sont également inhumés au cimetière.

## Peintures de son père
Claude Monet représente Jean dans plus d'une dizaine de tableaux:
- Jean Monet dans son berceau[14]
- Jean Monet endormi, 1867-1868[15]
- L'Enfant à la tasse : Portrait de Jean Monet , 1868[15]
- Le Déjeuner, 1868-1869[15]
- Portrait de Jean Monet en bonnet à pompon, 1870[16]
- Jean Monet sur son cheval mécanique, 1872[17]
- Camille et Jean Monet au jardin d'Argenteuil, 1873
- Camille au jardin avec Jean et sa nourrice, 1873
- Au Jardin, la famille de l'artiste, 1875
- Femme à l'ombrelle - Madame Monet et son fils, 1875
- Jean Monet, 1880